# Safi (provincie)
Safi is een provincie in de Marokkaanse regio Doukala-Abda.
Safi telt 881.007 inwoners op een oppervlakte van 7285 km².

## Grootste plaatsen
| Plaats     | Arabische naam | Inwoners (2004) |
| ---------- | -------------- | --------------- |
| Safi       | (ar) أسفي      | 284.750         |
| Youssoufia | (ar) اليوسفية  | 64.518          |
| El Ghiate  |                | 25.502          |
| Ayir       |                | 24.176          |
| Harara     | (ar) حرارة     | 23.711          |
| Echemmaia  | (ar) الشماعية  | 21.859          |
| Ighoud     | (ar) إغود      | 21.715          |
| Bouguedra  | (ar) بوكدرة    | 21.700          |
| Nagga      |                | 20.797          |
| Jadour     |                | 19.251          |
| El Gantour |                | 18.893          |

Ben Slimane · Khouribga · Settat · El Jadida · Safi · Boulmane · Fez · Moulay Yacoub · Sefrou · Kénitra · Sidi Kacem · Casablanca · Médiouna · Mohammedia · Nouaceur · Assa-Zag · Guelmim · Tan-Tan · Tata · Boujdour · Es-Semara · Lâayoune · Al Haouz · Chichaoua · Essaouira · Kelâat Es-Sraghna · Marrakech · Al Ismaïlia · El Hajeb · Errachidia · Ifrane · Khénifra · Meknès · Berkane · Figuig · Jerada · Driouch · Nador · Oujda-Angad · Taourirt · Aousserd · Oued ed Dahab · Khémisset · Rabat · Salé · Skhirat-Témara · Agadir-Ida-Ou-Tanane · Inezgane-Aït Melloul · Chtouka-Aït Baha · Ouarzazate · Taroudant · Tiznit · Zagora · Azilal · Béni-Mellal · Chefchaouen · Fahs-Bni Mkada · Larache · Tanger-Asilah · Tétouan · Al Hoceima · Taounate · Taza